# Ballymore Stadium
Ballymore Stadium – wielofunkcyjny stadion w Brisbane przeznaczony do rozgrywania meczów rugby union oraz piłki nożnej.
W 1966 rząd stanowy przekazał ten teren Queensland Rugby Union, a oficjalne otwarcie stadionu nastąpiło 2 kwietnia 1967 roku, choć pierwszy mecz rozegrano już dzień wcześniej. Rok później ówczesny gubernator Queensland, Alan Mansfield, dokonał uroczystego otwarcia nowej trybuny, druga zaś została oddana do użytku w roku 1992.
Oficjalna pojemność stadionu wynosi 24 000 widzów. Została ona przekroczona w 1993 roku, gdy na meczu pomiędzy reprezentacją kraju a Springboks zjawiło się 26 000 kibiców. Rok później rozegrano zaś pierwsze spotkanie przy sztucznym oświetleniu.
We wrześniu 2006 roku przedstawiono plany stworzenia do 2010 roku wokół Ballymore narodowego centrum rugby, będącego siedzibą krajowej akademii i służącego wszystkim australijskim reprezentacjom narodowym. Prócz boisk miało ono mieścić sale gimnastyczne, siłownie, centrum medyczne, zaplecze administracyjne, parkingi oraz miejsce zakwaterowania. Prócz krajowych sportowców obiekt miał być również bazą treningową dla zespołów z regionu Pacyfiku. W lutym 2008 roku rząd Kevina Rudda cofnął przyznane przez gabinet Johna Howarda dofinansowanie tej inwestycji w wysokości 25 milionów AUD, natomiast w połowie tego roku stanowy rząd przeznaczył 4,2 miliona AUD na budowę basenu oraz boiska treningowego. W listopadzie 2008 roku ukazał się zmieniony projekt centrum, który uwzględniałby również potrzeby innych sportów oraz był dostępny także dla lokalnej ludności – prócz infrastruktury. W maju 2010 roku został on zaakceptowany przez Brisbane City Council, bez gwarancji, iż ów plan zostanie zrealizowany.
Na Ballymore swoje mecze rozgrywała reprezentująca stan Queensland drużyna Reds, która przeniosła się w 2005 roku na Suncorp Stadium i w kolejnych latach powracała okazjonalnie na Ballymore. Dodatkowo w 2007 roku występował na nim zespół Ballymore Tornadoes w jedynym rozegranym sezonie Australian Rugby Championship oraz Brisbane City i Queensland Country w National Rugby Championship. Regularnie gościł także spotkania w ramach Queensland Premier Rugby oraz stanowych rozgrywek juniorskich i szkolnych.
Podczas Pucharu Świata 1987 gościł pięć meczów, w tym dwa fazy pucharowej. Został także wyznaczony jako arena Pucharu Świata 2003, jednak z uwagi na duży popyt na bilety wszystkie pięć spotkań zostało przeniesione na mieszczący 30 tysięcy widzów więcej Lang Park.
Wallabies na Ballymore podejmowali reprezentacje Tonga, Irlandii, Włoch, Francji, Japonii, Anglii, Fidżi, Walii, Kanady, Korei Południowej, Stanów Zjednoczonych, Szkocji, RPA, Samoa, Nowej Zelandii i British and Irish Lions, a ostatni testmecz, z udziałem Argentyny, odbył się na nim w 2000 roku. W kolejnych latach grały na nim zespoły Pacific Islanders, Australia A w rozgrywkach o Puchar Narodów Pacyfiku 2008 czy zespół rezerw Reds w Pacific Rugby Cup. Był także areną wchodzącego w skład IRB Sevens World Series turnieju Australia Sevens w latach 2002 i 2003.
Był także domowym obiektem piłkarskiego klubu Brisbane Strikers, a występy na nim rozważał również zespół Brisbane Roar, który ostatecznie przeniósł tam tylko bazę treningową, a także mecze żeńskiej drużyny. Okazjonalnie spotkania rugby league rozgrywali na nim zawodnicy Brisbane Broncos.